# マルクス・クラウディウス・マルケッルス (アウグストゥスの甥)

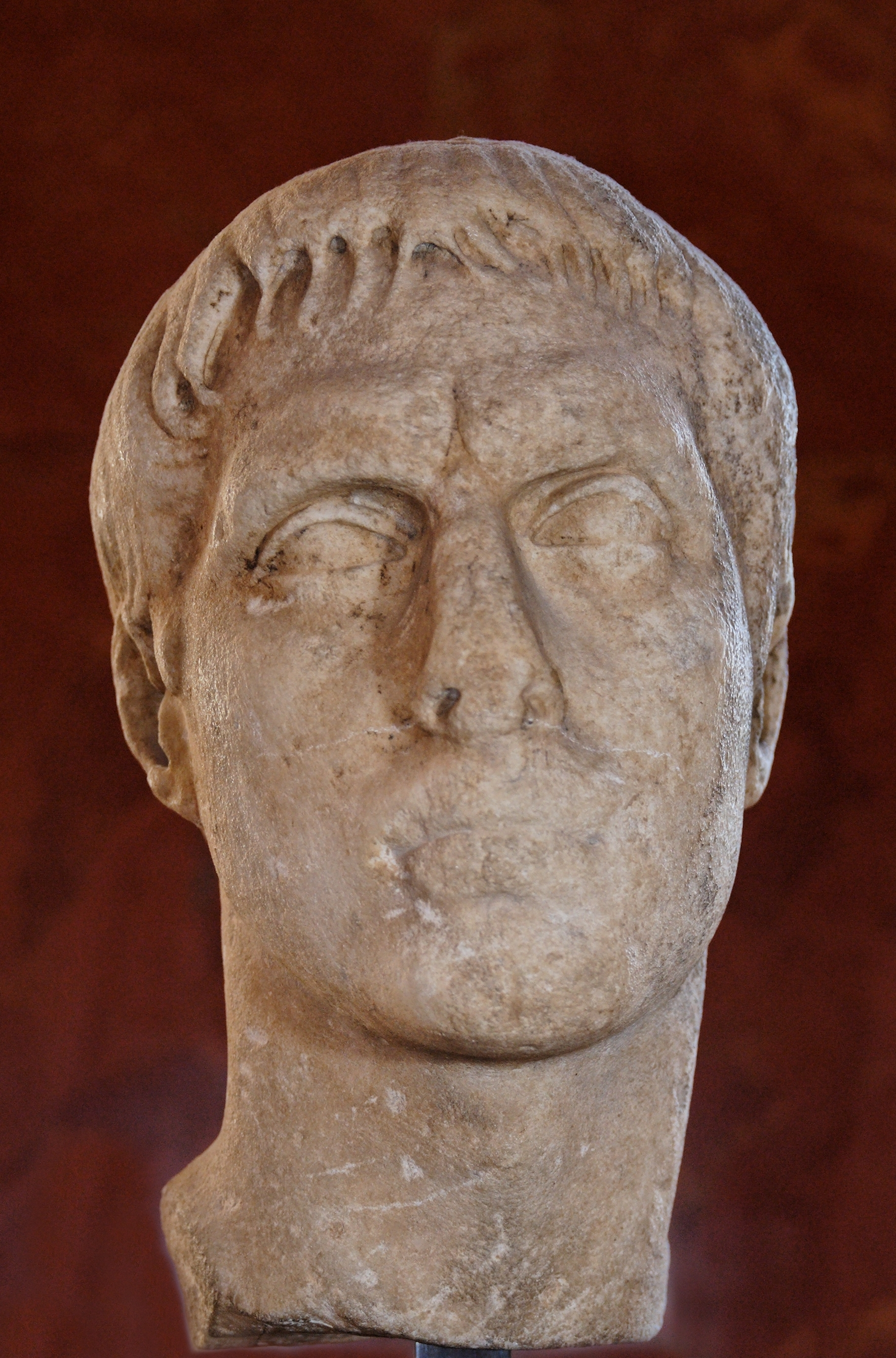
マルクス・クラウディウス・マルケッルス（ルーブル美術館蔵）

マルクス・クラウディウス・マルケッルス（Marcus Claudius Marcellus, 紀元前42年 - 紀元前23年10月）は、初代ローマ皇帝アウグストゥスの姉の息子で、後継者として期待されたが早世した人物。「ll」の促音は無視されることも多いためマルクス・クラウディウス・マルケルスとも表記される。単にマルケッルスとも。
紀元前50年のコンスル、ガイウス・クラウディウス・マルケッルス・ミノルとアウグストゥスの姉小オクタウィアの息子。同父同母の姉妹に大マルケッラと小マルケッラが、異父妹に大アントニアと小アントニアがいる。
父は紀元前40年に死去するが、叔父であるオクタウィアヌス（のちのアウグストゥス）はガイウス・ユリウス・カエサル死後の内乱で頭角をあらわし、ローマの有力者となってゆく。オクタウィアヌスが紀元前31年のアクティウムの海戦で勝利を収めると、マルケッルスは紀元前29年8月に挙行されたその凱旋式で、凱旋車を牽く4頭のうち右外側の馬に騎乗して凱旋式に参加した（このとき左外側の馬にはティベリウスが騎乗していた）。その後、紀元前27年にオクタウィアヌスは元老院から「アウグストゥス」の称号を贈られる。

## 後継者候補として
権力を掌握したアウグストゥスにとってマルケッルスは唯一の男性の親族であり、第一の後継者候補として期待されていた。このことは、マルケッルスが若きオクタウィアヌスがユリウス・カエサルのヒスパニア行軍に従ったようにアウグストゥスに従い、カンタブリア戦争に同伴したことからも推測される。
マルケッルスは紀元前25年にアウグストゥスの娘ユリアと結婚し、アウグストゥスの婿となった。さらに紀元前23年には異例の若さで高級造営官（アエディリス・クルーリス）に就任し、9月にはアエディリスとしてローマ人の競技を開催し、ローマ市民の人気を博した。
このようにマルケッルスは前途を有望視されていたが、急病に倒れ、紀元前23年の10月に19歳で没した。
この後アウグストゥスは、マルケッルスと後継者としての競争を行っていた自身の盟友マルクス・ウィプサニウス・アグリッパに娘ユリアを嫁がせ、その息子ガイウス・カエサルとルキウス・カエサルを後継者候補として養子に迎えた。
アウグストゥスはマルケッルスを悼み、紀元前13年に完成した劇場に「マルケッルス劇場」の名を与えている。